# Emile Mastenbroek
Emile Maria Mastenbroek (Sittard, 29 maart 1930 – Sittard, 20 januari 2005) was een Nederlands politicus, woonachtig in Geleen. Hij was gouverneur van de provincie Limburg in de periode 1990 - 1993.
Emile Mastenbroek werd geboren in Sittard. Hij studeerde werktuigbouwkunde aan de HTS in Heerlen en vormde na zijn afstuderen in 1953 samen met zijn broers de directie van het familiebedrijf DEMY staalconstructies te Geleen.  Vanaf 1966 was Emile Mastenbroek actief in de provinciale politiek, eerst namens de KVP en vanaf 1980 namens het CDA. Hij zat 24 jaar in de Provinciale Staten van Limburg en vanaf 1978 tot zijn aantreden als gouverneur was hij lid van Gedeputeerde Staten, waarbij hij in de loop der jaren onder andere de portefeuilles Ruimtelijke Ordening, Milieu, Economie en Zorg onder zijn hoede had. Zijn bijzondere aandacht voor de menselijke dimensie in het politieke handelen leverde hem de bijnaam op "gouverneur van de menselijke maat".
- Biografisch Portaal: 20873030
- Parlement.com: vg09llza0jzs